# Khalid Skah

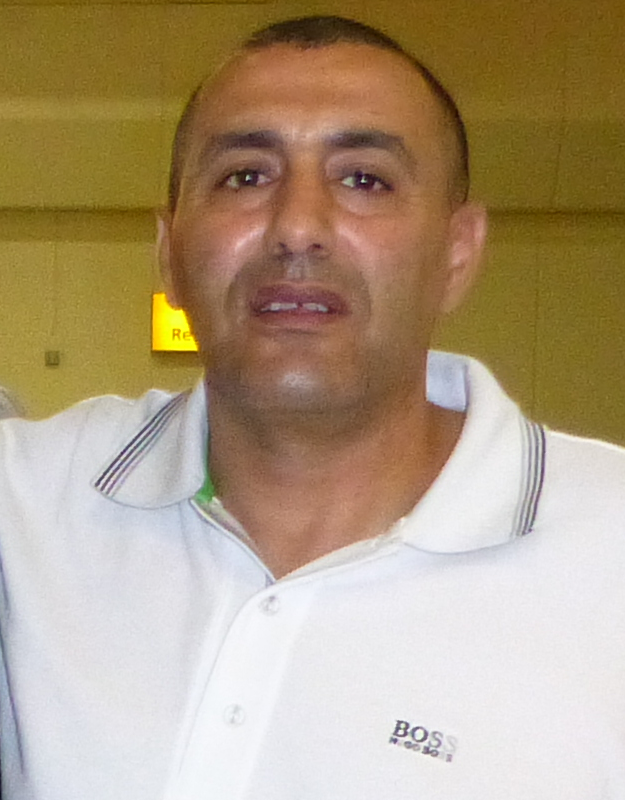
Khalid Skah

Khalid Skah (arabiska: خالد سكاه), född 29 januari 1967 i Midelt i Marocko, är en marockansk före detta friidrottare som tävlade i medel- och långdistanslöpning. 
Skah slog igenom som terränglöpare och vann VM i terränglöpning 1990 och 1991. Under 1991 blev han även bronsmedaljör på 10 000 meter vid VM i Tokyo. Han deltog vid Olympiska sommarspelen 1992 där han vann guld på 10 000 meter. 
Vid VM 1993 valde han att tävla på 5 000 meter där han slutade på femte plats. Under 1994 vann han även guld vid VM i halvmaraton. Vid VM 1995 blev han silvermedaljör på 10 000 meter. Han deltog även vid Olympiska sommarspelen 1996 där han blev sjua på 10 000 meter och vid VM 1999 där han blev tia på samma distans.

## Personliga rekord
- 5 000 meter – 13.00,54
- 10 000 meter – 27.14,53
- Halvmaraton – 1:00.24
- Maraton – 2:16.34